# 32389 Michflannory
32389 Michflannory este o planetă minoră (asteroid), cu un diametru de 6,788 km, din centura de asteroizi. A fost descoperită pe 29 august 2000 la Experimental Test Site⁠(d) de Lincoln Near-Earth Asteroid Research. 
Obiectul prezintă o orbită caracterizată de o semiaxă mare de 3,1077495 UAi, o excentricitate de 0,14, o înclinație de 2,75148 ° în raport cu ecliptica.